# Ophodni brodovi klase Super Dvora Mk III
Super Dvora Mk III je posljednja generacija izraelskih brzih ophodnih brodova iz klase Dvora. U službu je uveden 2004. godine, a proizvodi ga IAI Ramta. Zahvaljujući suvremenom sustavu propulzije i snažnim motorima, ovi brodovi mogu ostvariti brzinu od 50 čvorova u priobalnom području a naoružani su stabiliziranim topom i strojnicama.
IAI Ramta trenutno radi na ponudi nekoliko paketa nadogradnje koji se sastoje od ugradnje niza naprednih i preciznih sustava naoružanja.

## Karakteristike
Zadaća Super Dvore Mk III je presretanje pomorskih meta koristeći veliku brzinu od 50 čvorova (93 km/h). Zbog svoje četverodnevne izdržljivosti, ovi brodovi se mogu koristiti u misijama dalekog dometa te imaju dobre manevarske sposobnosti kako na otvorenom oceanu tako i u obalnim vodama. Njegova geometrija trupa mu osigurava stalnu brzinu na nemirnom moru te suhu palubu tijekom velikih brzina plovidbe. Gledano u cjelini, Dvora ima zapreminu koja varira od 58 do 72 tone, ovisno o opremljenosti.

## Motori i propulzija
Pogonski sustav se sastoji od dva motora MTU 12V-4000 američkog proizvođača Detroit Diesel čija ukupna snaga iznosi 4.175 KS. koji pokreću dva propulzora s usmjerivačkim plohama, koji su inicijalno namijenjeni za natjecateljske motorne čamce. Arneson Surface Drive-16 propulzijski sistem s usmjerivačkim plohama omogućava plovilu kontrolirano usmjerivanje poriva (thrust vectoring). Osim navedenih sustava, Super Dvora Mk III je također opremljena sa ZF4650 reduktorom, mlaznicama i usisom Kamewa 63SII.
Sustav za kontrolirano usmjerivanje poriva omogućava plovilu djelovanje u plitkim vodama pri gazu od samo 1,2m što ubrzava iskrcaj specijalnih postrojbi na neprijateljsku obalu i pomaže u spasilačkim misijama prilikom prirodnih katastrofa i slično.

## Naoružanje
Zbog robusnog dizajna, Dvora može biti naoružana stabiliziranim topom Typhoon (kalibar 25-30 mm) ili Oerlikonom (20 mm) te s dvije 12.7 mm strojnice. Od ostale opreme, brod je opremljen sustavom za ciljanje, dalekodometnim elektro-optičkim sustavom te Elbit/El-Op senzorima.

## Korisnici
- Izrael: izraelski mornarički korpus.[10]
- Angola: brodovlje je naručeno 2015. dok proizvođač IAI Ramta nije htio otkriti naručitelja tvrdeći da je kupac nepoznata afrička zemlja.[11] Tek je 2018. godine Angola objavila da je ona kupac četiri ophodna broda Super Dvora Mk III.[11]
- Mjanmar[11]
- Šri Lanka: ratna mornarica Šri Lanke.[12][10]

## Vidjeti također
- Ophodni brodovi klase Dvora
- Ophodni brodovi klase Super Dvora Mk II